# Douglas Smith (effets spéciaux)
Pour les articles homonymes, voir Douglas Smith et Smith.
Douglas Smith est un spécialiste des effets spéciaux oscarisé.

## Filmographie

### Cinéma

#### Effets spéciaux
- 1977 : La Guerre des étoiles (assistant)
- 1979 : Star Trek, le film (crédité en tant que Doug Smith)
- 1982 : Firefox, l'arme absolue (crédité en tant que Doug Smith)
- 1983 : Jamais plus jamais
- 1985 : Lifeforce
- 1987 : La Folle Histoire de l'espace (crédité en tant que Doug Smith)
- 1988 : Blue-Jean Cop (Shakedown) de James Glickenhaus
- 1988 : J'ai épousé une extra-terrestre (crédité en tant que Doug Smith)
- 1992 : Timescape
- 1994 : True Lies (crédité en tant que Doug Smith)
- 1996 : Independence Day
- 1997 : Flubber (crédité en tant que Douglas Hans Smith)
- 1999 : Escapade à New York (crédité en tant que Douglas Hans Smith)
- 1999 : Liberty Heights
- 2000 : Les Pierrafeu à Rock Vegas
- 2001 : Docteur Dolittle 2 (crédité en tant que Douglas Hans Smith)
- 2003 : Amours troubles (non crédité)
- 2003 : Le Chat chapeauté
- 2005 : Mi-temps au mitard
- 2006 : Garfield 2 (crédité en tant que Douglas Hans Smith)
- 2007 : Evan tout-puissant (crédité en tant que Douglas Hans Smith)
- 2009 : Les Zintrus
- 2009 : Alvin et les Chipmunks 2
- 2011 : Alvin et les Chipmunks 3

#### Assistant réalisateur
- 2001 : Docteur Dolittle 2 (crédité en tant que Douglas Hans Smith)
- 2009 : Les Zintrus

### Télévision

#### Effets spéciaux
- 1978 : Galactica (épisode pilote)
- 2009 : La Ligue des super vilains (2 épisodes)

## Distinctions

### Récompenses
- Oscar du cinéma :
  - Oscar des meilleurs effets visuels 1997 (Independence Day)
- Saturn Award :
  - Saturn Award des meilleurs effets spéciaux 1997 (Independence Day)
- Satellite Awards :
  - Satellite Award des meilleurs effets visuels 1997 (Independence Day)

### Nominations
- British Academy Film Awards :
  - Nommé au British Academy Film Award des meilleurs effets visuels 1997 (Independence Day)